# Alleman (Iowa)
Alleman es una ciudad situada en el condado de Polk, Estado de Iowa, Estados Unidos. Según el censo de 2000 tenía una población de 439 habitantes.

## Demografía
Según el censo de 2000, había 439 personas, 140 hogares y 132 familias residiendo en la localidad. La densidad de población era de 68,32 hab./km². Había 142 viviendas con una densidad media de 22,1 viviendas/km². El 99,32% de los habitantes eran blancos, el 0,23% asiáticos y el 0,46% pertenecía a dos o más razas. El 0,46% de la población eran hispanos o latinos de cualquier raza.
Según el censo, de los 140 hogares, en el 47,9% había menores de 18 años, el 86,4% pertenecía a parejas casadas, el 5,7% tenía a una mujer como cabeza de familia, y el 5,7% no eran familias. El 4,3% de los hogares estaba compuesto por un único individuo, y el 2,1% pertenecía a alguien mayor de 65 años viviendo solo. El tamaño promedio de los hogares era de 3,14 personas, y el de las familias de 3,23.
La población estaba distribuida en un 31,7% de habitantes menores de 18 años, un 4,8% entre 18 y 24 años, un 31,4% de 25 a 44, un 25,1% de 45 a 64, y un 7,1% de 65 años o mayores. La media de edad era 37 años. Por cada 100 mujeres había 100,5 hombres. Por cada 100 mujeres de 18 años o más, había 94,8 hombres.
Los ingresos medios por hogar en la localidad eran de 66.458 dólares ($), y los ingresos medios por familia eran 66.154 $. Los hombres tenían unos ingresos medios de 45.000 $ frente a los 31.719 $ para las mujeres. La renta per cápita para la ciudad era de 20.970 $. El 1,6% de la población y el 1,5% de las familias estaban por debajo del umbral de pobreza. El 2,3% de los menores de 18 años vivían por debajo del umbral de la pobreza.

## Geografía
Según la Oficina del Censo de los Estados Unidos, la localidad tiene un área total de 6,43 km², la totalidad de los cuales corresponden a tierra firme.